# Lemay
Lemay és una concentració de població designada pel cens dels Estats Units a l'estat de Missouri. Segons el cens del 2007 tenia 16.854 habitants.

## Demografia
Segons el cens del 2000, Lemay tenia 17.215 habitants, 7.186 habitatges, i 4.390 famílies. La densitat de població era de 1.528 habitants per km².
Dels 7.186 habitatges en un 26,5% hi vivien nens de menys de 18 anys, en un 43,6% hi vivien parelles casades, en un 12,6% dones solteres, i en un 38,9% no eren unitats familiars. En el 34,3% dels habitatges hi vivien persones soles el 16,8% de les quals corresponia a persones de 65 anys o més que vivien soles. El nombre mitjà de persones vivint en cada habitatge era de 2,33 i el nombre mitjà de persones que vivien en cada família era de 2,99.
Per edats la població es repartia de la següent manera: un 22,8% tenia menys de 18 anys, un 7,7% entre 18 i 24, un 27,9% entre 25 i 44, un 21,4% de 45 a 60 i un 20,1% 65 anys o més.
L'edat mediana era de 39 anys. Per cada 100 dones de 18 o més anys hi havia 84 homes.
La renda mediana per habitatge era de 34.559 $ i la renda mediana per família de 41.128 $. Els homes tenien una renda mediana de 31.886 $ mentre que les dones 25.388 $. La renda per capita de la població era de 18.730 $. Entorn del 7,1% de les famílies i el 10,4% de la població estaven per davall del llindar de pobresa.

## Poblacions més properes
El següent diagrama mostra les poblacions més properes.